# Histiopteris hennipmanii
Histiopteris hennipmanii là một loài dương xỉ trong họ Dennstaedtiaceae. Loài này được Hovenkamp mô tả khoa học đầu tiên năm 1988.
Danh pháp khoa học của loài này chưa được làm sáng tỏ. 